# Гіржов Віктор Григорович
Гіржов Віктор Григорович *(нар. 27 листопада 1956 Полтавщина)  — український журналіст, член НСЖУ з 1991, офіцер запасу. Полковник Українського реєстрового козацтва.  Педагог. 

## Життєпис

### Дитинство
З дитинства мріяв стати журналістом: перша його публікація з’явилася у місцевій районній газеті в шостому класі, а через роки він став головним редактором цього видання.
В шкільному віці відвідував фотостудію, музичну та спортивну школи. Писав вірші. Одним і улюблених занять упродовж всього життя залишається риболовля.

### Навчання
1985 - закінчив факультет журналістики Українського поліграфічного інституту ім. Івана Федорова (нині Українська академія друкарства), спеціалізація – редагування літератури.
1990 - закінчив Київський інститут політології та соціального управління (на початок вступу – Київська Вища партійна школа), відділення журналістики. Спеціальність: політолог, викладач суспільно-політичних дисциплін у вузах.
Має учнів: працюючи директором Палацу культури і техніки у м. Новий Роздол Львівської області, створив і очолив міський Клуб юних журналістів, один із вихованців якого – Мар’ян Житарюк, став доктором наук із соціальних комунікацій, професором факультету журналістики Львівського національного університету ім. Івана Франка.

### Професіональна кар’єра
Вісім років працював у Лохвицькій районній газеті «Зоря» Полтавської області, пройшовши шлях від завідувача відділу ─ до головного редактора видання, вперше в області обраного на цю посаду трудовим колективом редакції.
1995 – переїзд у Росію до Москви. Працював заступником генерального директора багатопрофільної приватної компанії «Реверс LTD».
Згодом повернувся до журналістики: був акредитованим при МЗС РФ спеціальним, а потім власним кореспондентом загальноукраїнської щоденної суспільно-політичної газети «Україна молода» і журналу «Листи до приятелів» в Росії.
Автор численних інформаційно-аналітичних публікацій та інтерв’ю з українсько-російських відносин у провідних друкованих та електронних медіа України й Росії. Зокрема, співпрацював із щоденною загальноукраїнською газетою «День».
Стиль журналістики Віктора Гіржова вирізняється актуальністю, об’єктивністю, глибоким проникненням у тему, аналітичністю, детальним знанням предмета. Деякі  його публікації викликали широкий (в т.ч. і міжнародний) резонанс у ЗМІ та соцмережах. Так, після виходу в світ на інтернет-ресурсі «LB.ua» у серпні 2017 року статті «Українська діаспора за кордоном: під тиском російської пропаганди та спецслужб», де вперше була порушена ця злободенна тема, розгорілася активна дискусія на сторінках Facebook, а Українське радіо підготувало окрему передачу, присвячену цій публікації, із запрошенням до ефіру її автора та відомого українського історика й політолога Олександра Палія.
Після створення на офіційному сайті Російської православної церкви української версії, у 2010 році Віктор Гіржов був запрошений на посаду редактора і перекладача цієї версії, але у 2014 році співпрацю з РПЦ припинив із патріотичних міркувань після початку агресії Росії в Криму та на сході України.
Віктор Гіржов ─ співголова Регіональної громадської організації «Українці Москви» (член Світового Конґресу Українців (СКУ), член Президії Української Всесвітньої Координаційної Ради (УВКР).
На позачерговому з’їзді Об’єднання українців Росії (ОУР) у травні 2011 року був обраний Першим заступником голови ОУР, а після ліквідації цієї організації Верховним судом РФ, у травні 2012 року був обраний заступником – відповідальним секретарем новоствореної загальноросійської громадської організації «Український Конгрес Росії (УКР)».
У серпні  2013 році очолював делегацію українців Росії  на X ювілейному з’їзді Світового Конґресу Українців (СКУ) у м. Львові.
3 липня 2013 року виступив із доповіддю у Верховній Раді України на парламентських слуханнях на тему: "Українська трудова міграція: стан, проблеми та шляхи їх вирішення".
Автор проекту і головний редактор порталу «Українці Росії» та онлайн-журналу «Український огляд» (2009 – 2015 рр.)
У 2008 та 2011 рр. у Москві, на Арбаті, влаштував дві персональні фотовиставки "Медіаперсони" та "Україна-Росія: знайомі обличчя". Тут Віктор Гіржов проявив себе як талановитий фотожурналіст і фотохудожник – майстер репортажного портрета. Серед його фотогероїв – найвідоміші постаті України й Росії: політики, громадські й релігійні діячі, поети й письменники, художники, актори й спортсмени.
Постійний учасник міжнародних громадських і медійних форумів, його статті та виступи опубліковані в низці наукових збірників.
Двічі був головою дільничної виборчої комісії при Посольстві України в Росії з виборів президента України (25 травня 2014 р.) та народних депутатів України (26 жовтня 2014 р.)

Постанови заборони в'їзду Гіржову на територію РФ

У 2015 році брав участь у конкурсі Державного управління справами (ДУС) на заміщення вакантної посади генерального директора Національного культурного центру України в Москві (НКЦУ). Розробив концепцію реформування цієї установи та перетворення її на інформаційно-культурний центр з дворівневим принципом управління (на зразок театрального: директор і художній керівник). Був учасником прес-конференції з проблем НКЦУ в Інформаційній агенції Главком у Києві. На жаль, ситуація в цій українській установі в Москві так і не зрушила з місця.
Постійний учасник передач на центральних радіо- і телеканалах РФ з питань українсько-російських відносин, відстоювання інтересів України, її права на незалежність, суверенітет і територіальну цілісність. Одного разу у прямому ефірі на Першому, в політичному ток-шоу «Время покажет», Віктор Гіржов звинуватив кремлівського політичного важковаговика Франца Клінцевича і всю Росію в державному заколоті, який влаштувала Москва в Україні. Зокрема, було вказано, що на звороті (реверсі) т. зв. Медалі «За возвращение Крыма» вибита дата: 20 лютого – 18 березня 2014 року. Тобто, коли ще екс-президент України Віктор Янукович перебував на своїй посаді, саме тоді відбулося агресивне вторгнення російських військ до Криму і захоплення півострова. Клінцевич погрожував політологу судом за «цинічний наклеп». Саме у зв’язку з активною проукраїнською діяльністю, 14 жовтня 2015 року ВІктор Гіржов був знятий з потяга Київ-Москва російськими прикордонниками і отримав постанову ФСБ РФ про заборону на в’їзд на територію Росії до 1 вересня 2020 року  – в зв’язку з чим втратив будь-які шанси виграти конкурс на заміщення вакантної посади генерального директора НКЦУ. Після заборони в’їзду на територію РФ, московська редакція Радіо Свобода, де Віктор Гіржов був постійним гостем прямих ефірів, підготувала передачу, повністю присвячену цій події, за участі відомої російської правозахисниці Зої Свєтової.  
У серпні 2016 року очолював Інформаційну секцію VI Всесвітнього форуму українців у Києві. На цьому ж форумі був обраний членом Контрольно-Ревізійної комісії Української Всесвітньої Координаційної Ради (УВКР).
У вересні 2016 року на запрошення директора Інституту дослідження української діаспори Національного університету «Острозька академія» професора Алли Атаманенко виступив із доповіддю щодо проблем українців Росії на відкритті VII Міжнародної наукової конференції «Українська діаспора: проблеми дослідження».
У липні 2017 року на запрошення головного редактора сайту «Кобза – Українці Росії»Василя Коломацького почав працювати редактором цього видання. На його сторінках писав про порушення етики і корупцію в Національному культурному центрі України в Москві, підготував низку інтерв’ю з відомими людьми Росії та України.
Сьогодні працює над книгою про українського вченого-діаспорянина, історика, геральдиста В'ячеслава Сенютовича-Бережного.

### Нагороди
Нагороджений медаллю Світового Конґресу Українців на честь 200-річчя від дня народження Т.Г. Шевченка.

### Сімейний стан
Одружений. Має двох дорослих синів. 